# J.クルー

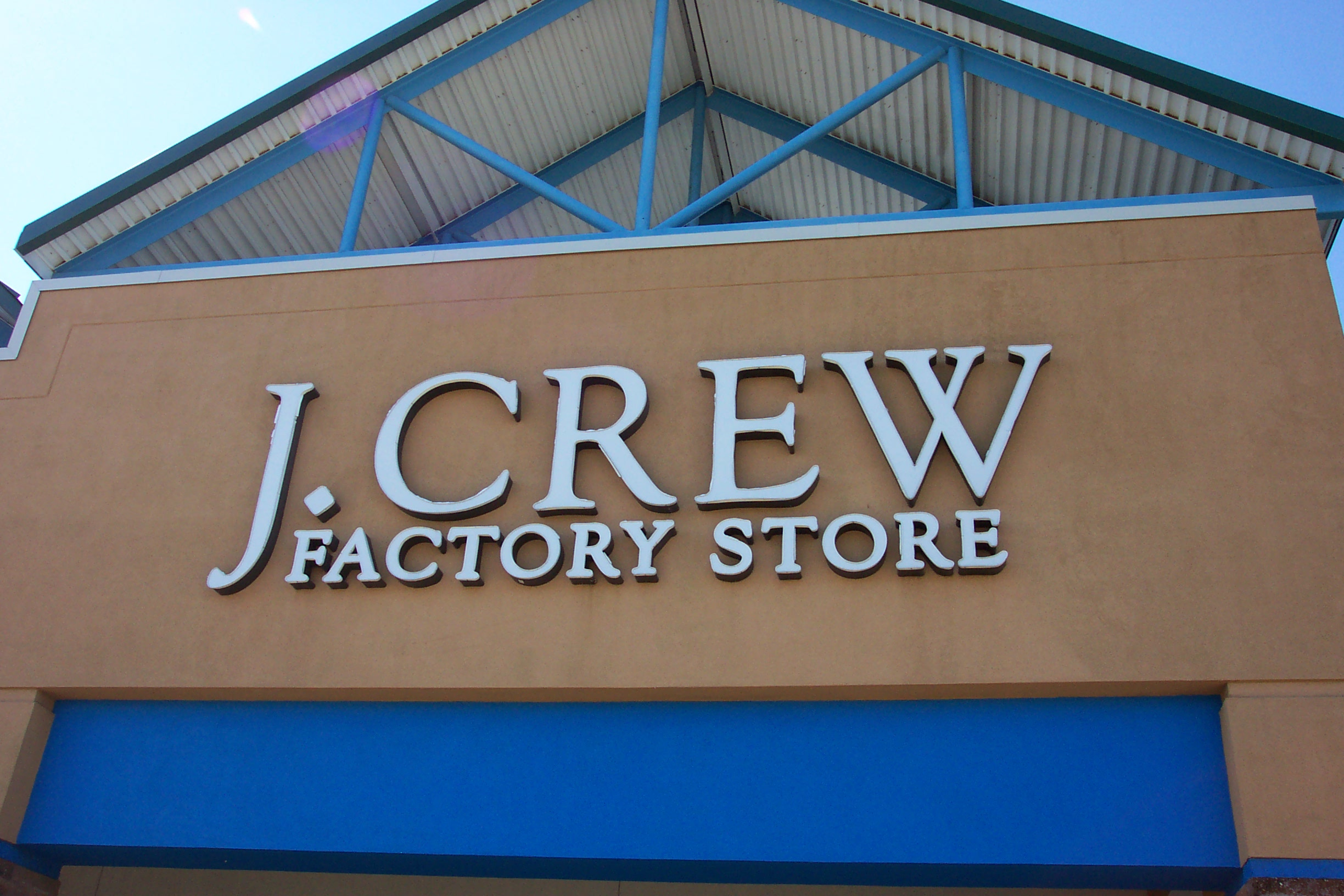
J.クルー・アウトレットの店舗（ニューヨーク州リバーヘッドのタンガー・アウトレット）

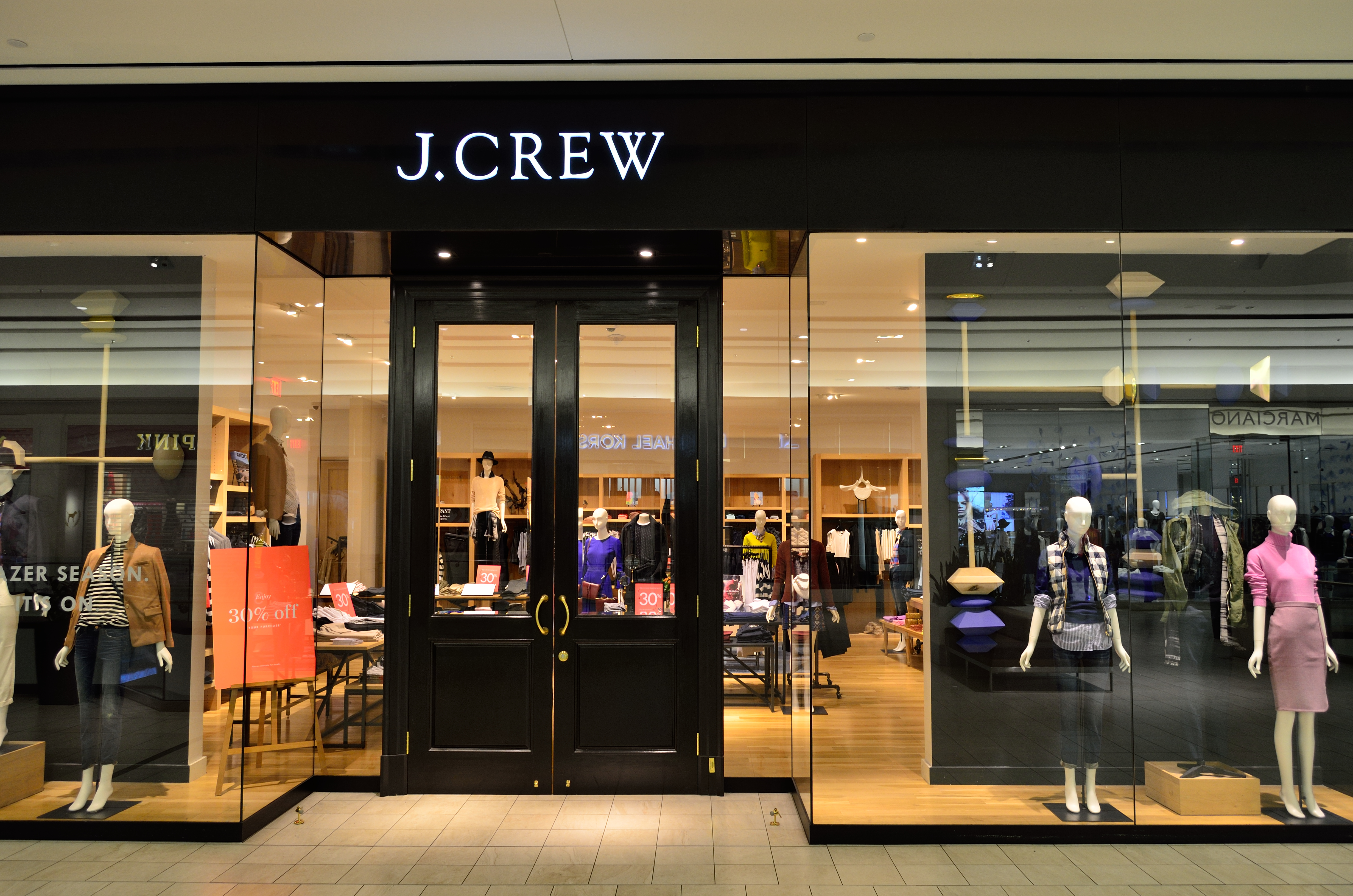
J.クルーの店舗

J.クルー・グループ（J.Crew Group）は、アメリカ合衆国の衣料品チェーンで、同社のファッションブランド。本社はニューヨーク市ロウアー・マンハッタンのブロードウェイと4番街との間にある 770ブロードウェイビルディング (en)。

## ブランドコンセプト
「シンプルでハイクオリティー」なファッションスタイルがコンセプト。カジュアル衣料を高価格帯で提供している。

## 歴史
1983年の設立時よりカタログ通信販売を専門とするファッションブランドとしてスタート。1989年に店舗販売（ブリック・アンド・モルタル、brick and mortar）による小売ビジネスへと拡大した。最初の店舗はニューヨークのサウスストリートシーポートにオープンした。2008年5月現在、米国内で198店舗と65のアウトレット店を営業している。
日本でも1993年に伊藤忠商事やレナウンとライセンス契約を結び20店舗以上展開していたが、収益悪化により2008年に日本での店舗販売から撤退した。
J.クルーのWebサイトは1996年に開設。カタログや店頭で扱っている商品のほか、オンライン販売のみの製品も扱っている。アメリカ合衆国南部（バージニア州リンチバーグとノースカロライナ州アッシュヴィル）に2つの配送センターを持つ。オンライン出荷はカナダと日本へも行われている。
2010年11月23日、投資ファンドのTPGキャピタルとレナード・グリーン・パートナーズに30億ドルで買収された。
2020年の新型コロナウイルスの流行で約500店が営業休止せざるをえなくなり、同年5月4日に米連邦倒産法第11章の適用を申請し経営破綻した。有利子負債の株式への転換により債務を圧縮して営業は継続する。

## メイドウェル
2006年5月、CEOのミラード・ドレクスラー（Millard Drexler）は、メイドウェル（Madewell）という名前のカジュアル衣料チェーンを同年8月に立ち上げると発表した。その名前はマサチューセッツ州ニューベッドフォードにあった作業着店に由来する。2008年5月現在、メイドウェルは10店舗を構える。